# Roxanne Dunbar-Ortiz
Roxanne Dunbar-Ortiz   (San Antonio, 10 de setembre de 1938) és una activista, historiadora i escriptora feminista dels Estats Units.

## Biografia
Nascuda a San Antonio (Texas), d'una família d'Oklahoma, va créixer a Oklahoma Central, filla d'un masover i d'una mare que Dunbar creu que era mestissa aborigen nord-americana. L'avi patern de Dunbar, un colon d'orígens escocés-irlandés, era llaurador, veterinari, sindicalista i membre del Partit Socialista d'Amèrica d'Oklahoma i també membre dels Treballadors Industrials del Món, els Wobblies. El seu pare porta el nom dels líders dels Treballadors Industrials del Món: Moyer Haywood Pettibone Scarberry Dunbar. Les històries de son pare sobre el seu iaio la van empentar a l'activisme social.
Casada als 18 anys, ella i el seu espòs es traslladaren a San Francisco tres anys després, on visqueren molts anys; després el matrimoni acabà divorciant-se. La seua biografia fins a deixar Oklahoma la narra en Red Dirt: Growing Up Okie. Té una filla, Michelle. Més tard es casà amb l'escriptor Simon J. Ortiz.

## Educació
Al 1963, Dunbar es llicencià per la Universitat Estatal de San Francisco, en història. Feu estudis de postgrau en el Departament d'Història en la Universitat de Califòrnia, Berkeley, però fou transferida a la Universitat de Califòrnia, Los Angeles; al 1974 presentà una tesi per al seu doctorat en història. Al 1983, obté el diploma de Lleis internacionals de drets humans, en l'Institut Internacional de Drets Humans d'Estrasburg, a l'estat francés; i, al 1993, un MFA en "escriptura creativa" en el Mills College d'Oakland.

## Activisme
Del 1967 al 1974, fou activista en diverses parts dels Estats Units, i viatjà a Europa, Mèxic i Cuba. També és una lluitadora del moviment d'alliberament de les dones. Outlaw Woman: Memoir of the War Years (Dona proscrita: memòries dels anys de guerra) descriu aquesta època de la seua vida, des del 1960 fins al 1975.
Col·laborà amb "Female liberation as the basis for social revolution" (L'alliberament femení com a base de la revolució social) en l'antologia del 1970 Germanor poderosa: antologia d'escrits del moviment d'alliberament de dones, editat per Robin Morgan.
Al 1974, és professora ajudant en el recentment establert Programa d'Estudis nadius nord-americans de la Universitat Estatal de Califòrnia a Hayward, prop de San Francisco, i ajudà a desenvolupar el Departament d'Estudis ètnics i el d'Estudis de les dones. Al 1973, arran dels incidents dels genolls ferits, entra en el Moviment Indi Nord-americà (AIM per l'acrònim en anglés) i en l'"International Indian Treaty Council" (Consell Internacional de Tractats Indis), un compromís que ha mantingut tota la vida amb els drets de les nacions originàries al dret d'autodeterminació i al dret internacional dels drets humans.
El seu primer llibre, publicat al 1977, The Great Sioux Nation: An Oral History of the Sioux Nation and its Struggle for Sovereignty (La gran nació sioux: una història oral de la nació sioux i la seua lluita per la sobirania), es presentà com a document fonamental en la Primera Conferència Internacional sobre els Originaris d'Amèrica, en la seu de les Nacions Unides, a Ginebra, Suïssa. El llibre l'edità també la University of Nebraska Press, el 2013. Li van seguir altres dos llibres:
- 1880. Roots of Resistance: A History of Land Tenure in New Mexico,

- 1984. Indians of the Americas: Human Rights and Self-Determination.

També publicà dues antologies sobre la trajectòria econòmica dels nadius nord-americans, mentre dirigia l'Institut per al Desenvolupament Nadiu Nord-americà, en la Universitat de Nou Mèxic.
En la seua obra La història popular indígena dels Estats Units, Dunbar-Ortiz condemna la doctrina del descobriment i el colonialisme que devastà les nacions nadiues nord-americanes. Afirma que gran part de la terra actual, dins dels Estats Units, fou arrabassada amb agressió i opressió: "els pobles nadius tenen vastes reclamacions de reparació i restitució", però "cap quantitat monetària pot compensar les terres il·legalment confiscades, particularment les sagrades". Terres necessàries perquè els pobles indígenes recuperen la coherència social".
Al 1981, se li va demanar visitar la Nicaragua per a avaluar la situació de la tinença de la terra de la nació miskita a la zona nord-est de l'estat sandinista. Els seus dos viatges allí coincidiren amb l'inici del patrocini del govern dels Estats Units d'una guerra subsidiària per a enderrocar els sandinistes, i la regió nord-est a la frontera amb Hondures esdevingué una zona de guerra i la base per a una intensa propaganda duta a terme pel govern de Reagan contra els sandinistes. En més de cent viatges a Nicaragua i Hondures del 1981 al 1989, supervisà el que s'anomenà la Revolució Sandinista. Ella en parla d'aquests anys en:
- 1985. Caught in the Crossfire: The Miskitu Indians of Nicaragua (Atrapats en el foc encreuat: la nació miskito de Nicaragua),

- 2005. Blood on the Border: A Memoir of the Contra War (Sang a la frontera: una memòria de la guerra dels contra).[5]

Dunbar apareix en la pel·lícula feminista She's Beautiful When She's Angry.
És professora emèrita d'Estudis Ètnics de la Universitat Estatal de Califòrnia de Hayward. Ja retirada de la docència, ha donat conferències i continua escrivint.

### Guardons i distincions
- 2017: la Fundació Lannan, la guardonà amb el Premi Dunbar-Ortiz a la Llibertat Cultural, "pels assoliments de la seua vida de treball incansable."[9]

## Obra

### Algunes publicacions
- Loaded: A Disarming History of the Second Amendment. San Francisco: City Lights Books, 2018. ISBN 9780872867239 , OCLC 974677108
- An Indigenous People's History of the United States (La història popular indígena dels Estats Units. Nova York: Beacon, 2014. ISBN 9780807057834 , OCLC 898228330 . Ed. espanyol 2019. La història indígena dels Estats Units, Capità Swing.
- The Great Sioux Nation: Sitting in Judgment on America (Random House, 1977), OCLC 12567161 ; (University of Nebraska Press, 2013). ISBN 9780803244832 , OCLC 816026656
- Roots of Resistance: Land Tenure in New Mexico, 1680–1980. Berkeley: University of Califòrnia, 1980; nova edició, Norman: University of Oklahoma Press, 2007. ISBN 9780806138336 , OCLC 82473104
- Xarxa Dirt: Growing Up Okie. Vers, juny de 1997; nova edició, Norman: University of Oklahoma Press, 2006. ISBN 9780806137759 , OCLC 907147398
- Blood on the Border: Memoir of the Contra War. Boston: South End Press, 2005. ISBN 9780806153841 , OCLC 947955776
- Outlaw Woman: A Memoir of the War Years, 1960–75. San Francisco: City Light Books, 2002. ISBN 9780806144795 , OCLC 889868088
- Indigenous Peoples: A Global Quest for Justice. (ed.) A Report for the Independent Commission on International Humanitarian Issues, Ginebra. Londres: Zed Press, 1987.
- The Miskito Indians of Nicaragua: Caught in the Crossfire. Londres: Minority Rights Group, 1988. ISBN 9780946690596 , OCLC 924840272
- La Qüestió Mískita en la Revolució Nicaragüenca. Mèxic D.F.: Editorial Línia, 1986.
- Indians of the Americas: Human Rights and Self-Determination. Londres: Zed Press; Nova York: Praeger, 1984. ISBN 9780030009143 , OCLC 393606660
- Native American Energy Resources and Development. (ed.) Albuquerque: Institute for Native American Development (INAD), Universitat de nou Mèxic, 1980. ISBN 9780934090025 , OCLC 7584489
- Economic Development in American Indian Reservations. (ed.) Albuquerque: INAD, Universitat de nou Mèxic, 1979.